# 1765 Wrubel
1765 Wrubel è un asteroide della fascia principale del diametro medio di circa 42,33 km. Scoperto nel 1957, presenta un'orbita caratterizzata da un semiasse maggiore pari a 3,1736936 UA e da un'eccentricità di 0,1756076, inclinata di 19,98802° rispetto all'eclittica.
L'asteroide è dedicato all'astrofisico statunitense Marshal Henry Wrubel (1924-1968), professore di astronomia all'Università dell'Indiana e cofondatore dell'Indiana University Research Computer Center.